# Merle du Japon
Turdus cardis
Espèce
Statut de conservation UICN

 LC  : Préoccupation mineure
Le Merle du Japon (Turdus cardis) est une espèce de passereaux appartenant à la famille des Turdidae.

## Habitats et répartition
Il vit au Japon ainsi qu'en Chine (un arc de la province de Guizhou à l'Anhui) ; il hiverne dans le sud de la Chine, à Hainan et le nord-est de l'Indochine.

Son cadre naturel de vie est la forêt tempérée.

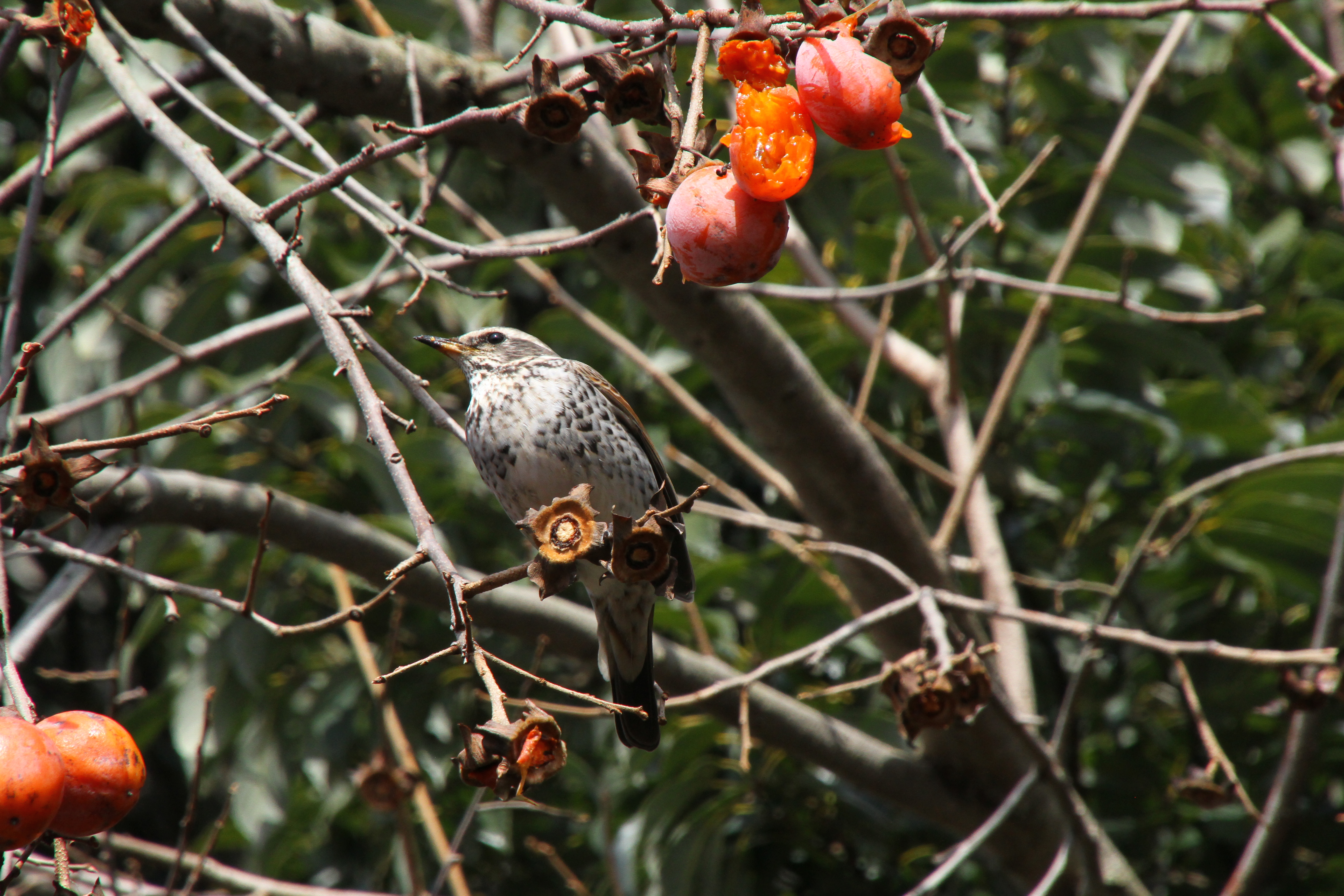
Au garde manger
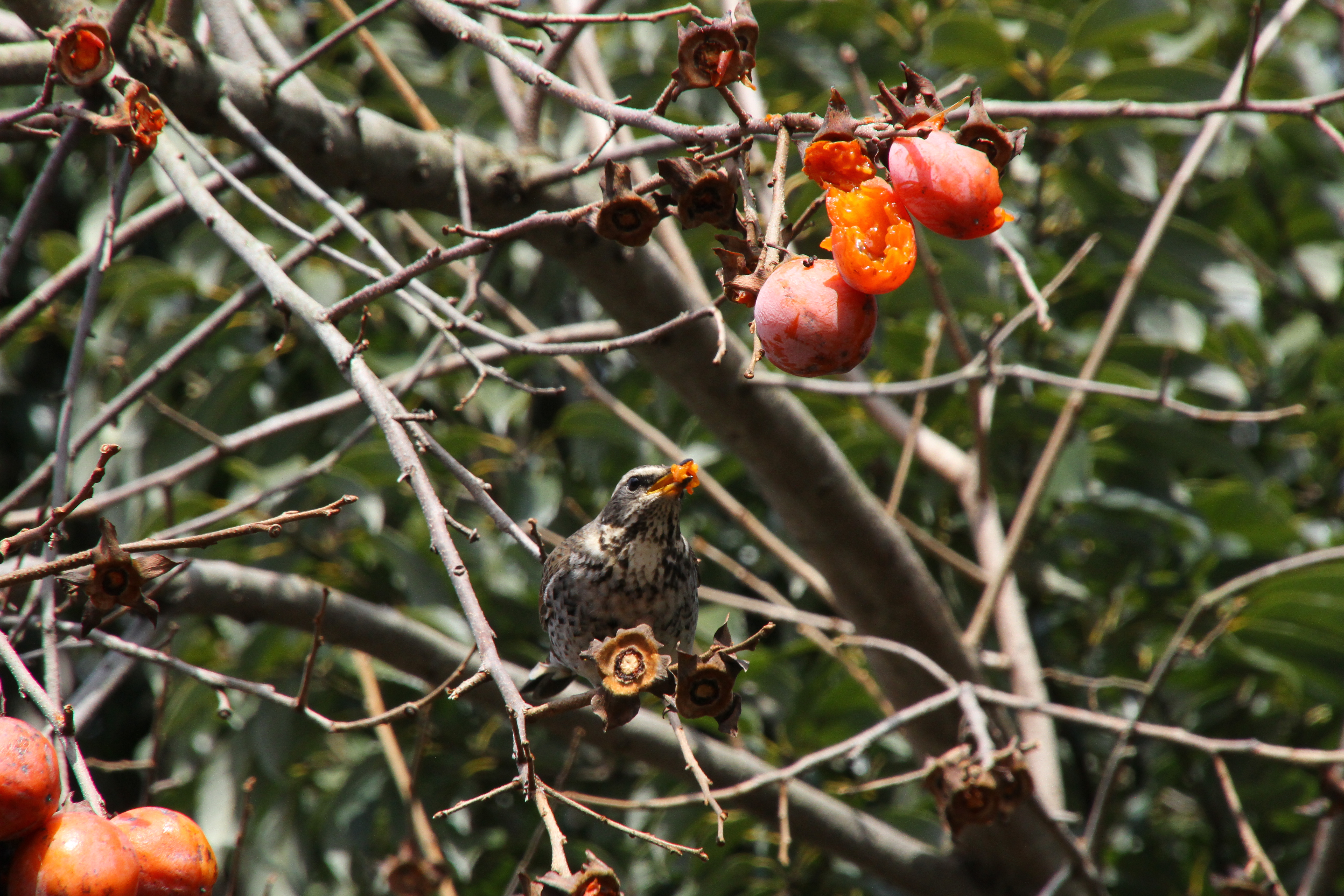
Au déjeuner